# Ібрагім Карад
Ібрагім Карад (*араб. إبراهيم قرض; д/н–1874) — султан Дарфуру в 1873—1874 роках. Повне ім'я Ібрагім Карад Койко ібн Мухаммад Хусейн.

## Життєпис
Походив з династії Кейра. Молодший син султана Мухаммада аль-Хусейна. Про молоді роки обмаль відомостей. Брав участь в державних справах. 1873 року успадкував трон.
Стикнувся з амбіціями єгипетського хедива Ізмаїла Паши, що проводив активну загарбницьку політику в судані та на Африканському розі. 1874 року останній відправив війська на чолі із Аз-Зубайром Рахма Мансуром проти Дарфурськогос ултанату. У вирішальній битві біля Аль-Манаваши Ібрагім Карад зазнав поразки й загинув. Його стрийко Хасаналлах почав партизанську війну, але 1875 року також зазнав поразки й потрапив у полон. Дарфур було приєднано жо єгипетських володінь.

## Родина
- син Абул-Хайрат, губернатор Дарфура у складі Махдійської держави в 1888—1891 роках